# 紀伊阪井駅
紀伊阪井駅（きいさかいえき）は、かつて和歌山県海南市阪井にあった野上電気鉄道野上線の駅（廃駅）。

## 歴史
- 1916年（大正5年）2月4日：野上軽便鉄道（のちに野上電気鉄道）開通と同時に阪井駅として開業。後に紀伊阪井駅に改称。
- 1967年（昭和42年）3月：沖野々駅・野上中駅とともに請負制に変更。
- 1994年（平成6年）4月1日：野上電気鉄道廃業により廃止。

## 駅構造
片面ホーム1面1線を有する地上駅。木造駅舎があったが、廃線時は無人駅であった。

## 駅周辺
駅があった阪井地区は開業当時から棕櫚産業を中心に発展し、1907年（明治40年）に阪井郵便局が開局して1926年には郵便局内の電話が開通するなど、この地域の中心であった。
- 亀池 - 井沢弥惣兵衛が設計築造した農林水産省のため池百選に選定されているため池。桜の名所でもある。

## 現況
廃線後、駅や線路跡は、サイクリングロードとなっている。

## 隣の駅
野上電気鉄道
野上線
重根駅 - 紀伊阪井駅 - 沖野々駅